# Tumoră osoasă cu celule gigante

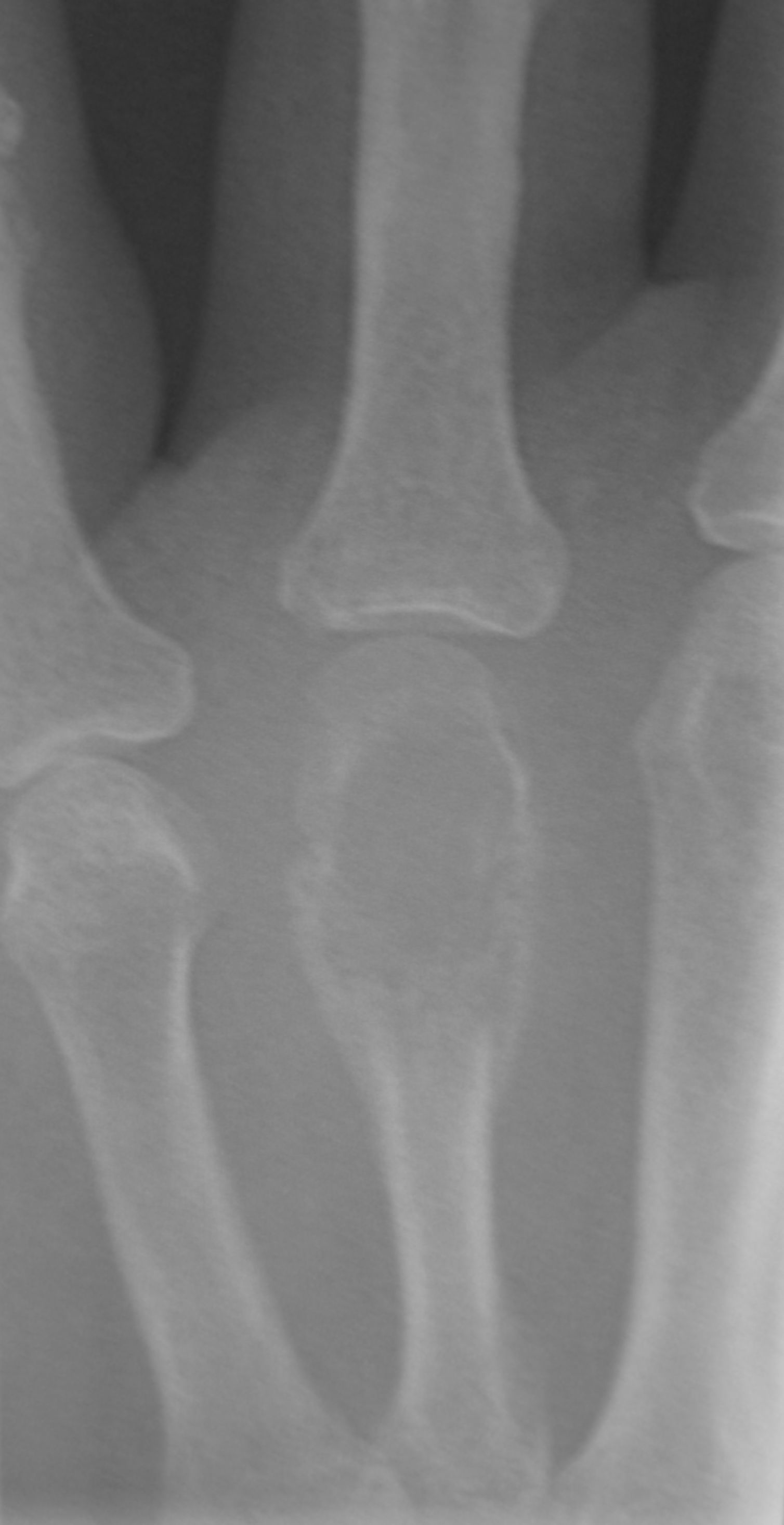
Radiografie a unei tumori osoase cu celule gigante la capătul celui de-al patrulea metacarp al mâinii stângi

Tumora osoasă cu celule gigante (abreviat TCG), sinonim: osteoclastomul, este una dintre cele mai provocatoare  tumori benigne ale osului, cu dezvoltare centrală osoasă, având originea probabilă în elementele histio-fibroblastice, fiind alcătuită din celule de bază ce tind să fuzioneze în celule gigante multinucleate.
TCG a fost descrisă prima oară în 1818 de către Cooper și Travers.
Elementul caracteristic al TCG, ce o diferențiază de alte leziuni scheletale, neoplazice sau ne-neoplazice, ce conțin celule gigante, este faptul că celulele TCG sunt parte integrantă și constantă a proliferării celulare tumorale. În celelalte leziuni scheletele, celulele gigante sunt elemente reactive ocazionale cu rol de a resorbi efuzia hematică, depozitele de calciu și substanțe cartilaginoase. 
Deși este benignă, TCG are agresivitate locală considerabilă, producând distrugere osoasă semnificativă, recurență locală și, ocazional, are capacitate de metastazare.
Un procent redus (1-9%) dintre TCG ale osului metastazează în plămâni. Metastazele se prezintă sub forma unor grămezi de TCG localizate în plămâni. Metastazele de TCG apar în general la 3-5 ani după diagnosticul inițial de leziune primară. Există și cazuri în care metastazele au apărut și după mai bine de 10 ani.
Evoluția metastazelor pulmonare este imprevizibilă: pot regresa spontan, pot rămâne stabile sau pot crește ușor continuu și mai rar, chiar rapid. 
Altă caracteristică a TCG este posibilitatea de transformare malignă. Transformarea malignă este rară: mai puțin de 5% dintre TCG. TGC poate deveni sarcom: fibrosarcom, osteosarcom sau histiocitom fibros malign. Transformarea TCG în sarcom este favorizată de terapia cu radiații.

## Frecvență, sex, vârstă, localizare
TCG este o tumoră relativ frecventă.
În SUA și Europa, TCG reprezintă aproximativ 5% din toate tumorile primare ale osului și aproximativ 21% din toate tumorile benigne ale osului.
În China, TCG reprezintă 20% din toate tumorile primare ale osului. 
TCG predomină la femei, cu un raport femei/bărbați de 1,5/1.
Vârsta: TCG este caracteristică adultului tânăr. Cele mai multe cazuri aparțin perioadei de vârsta 20-40 de ani. Urmează intervalul 40-50 de ani și pe locul 3, intervalul 15-20 de ani. TCG este rară după 50 de ani și excepțional de rară înainte de pubertate, înainte de închiderea cartilajului de creștere (doar 4% din cazuri).
Localizare: TCG este localizată în 90% din cazuri la nivelul oaselor lungi, aproape întotdeauna în segmentul metafizoepifizar. În cazuri excepționale, când tumora se dezvoltă înaintea închiderii cartilajului de creștere, este localizată la nivel metafizar. Doar 1,2% dintre TCG sunt localizate în metafiză sau diafiză fără implicarea epifizei. 
La adult, când metafiza și epifiza nu mai sunt separate, TCG se dezvoltă în amândouă, se pare că inițial în metafiză, adiacent epifizei. 
Aproximativ 50% dintre TCG sunt localizate în jurul genunchiului. Cea mai frecventă localizare este la nivelul femurului distal, apoi la nivelul tibiei proximale. Pe locul doi ca frecvență a localizării este humerusul proximal iar pe locul trei este radiusul distal. 
TCG apare rar la nivelul cotului, la nivelul fibulei proximale, în ulna distală și, mai rar, la nivelul mâinii și al piciorului. Apare rar și la nivelul sacrului, al pelvisului și coloanei. Este extrem de rară în oasele scurte și late. La nivelul craniului, o astfel de tumoră, excepțional de rară, este o complicație a bolii Paget. 
TCG multicentrică este excepțional de rară: doar 1% din toate TCG. În aceste cazuri, înainte de a lua în considerare o TCG multicentrică, trebuie exclus un hiperparatiroidism primar.
Tumorile multicentrice tind să fie mai puțin agresive clinic și, spre deosebire de tumorile solitare, tumorile multicentrice au afinitate mai mare pentru oasele mici ale mâinii și piciorului. 
Pacienții cu tumori multicentrice sunt ceva mai tineri decât cei cu localizare unică.

## Diagnostic clinic
În evaluarea clinică, cele mai importante elemente care trebuie avute în vedere sunt: vârsta, localizarea, durata simptomelor, orice semn de expansiune a osului cortical și invadare a țesuturilor moi.
Durerea: este simptomul principal, cel mai frecvent întâlnit. Este simțită adesea în articulație. În general este de intensitate redusă-medie.
Tumefacția: este caracteristică tumorilor mari. Este o tumefacție moale, dată de expandarea TCG în afara osului, în țesuturile moi vecine. Se produce edem peritumoral și devine evidentă rețeaua venoasă superficială. 
La oasele superficiale, expansiunea osului  produce tumefacție.
Fractura patologică: apare îndeosebi la membrele inferioare. Este rezultatul subțierii corticalei prin osteoliza produsă de tumoră. Incidența fracturii patologice în  momentul prezentării la medic este de 11-37%.

## Diagnostic radiologic
Aspectul radiologic al TCG este caracteristic. Practic, semnele clinice și radiologice permit adesea punerea diagnosticului de TCG înaintea biopsiei. 
Caracteristici radiologice: 
- tumoră radiotransparentă în totalitate. Tumora are proprietăți intens osteolitice. Crește relativ încet, circular, în toate direcțiile, forma tumorii fiind rotund-ovalară. Osteoliza este omogenă și nu conține nici calcificări și nici osificări. 
- tumora este situată excentric în os, în regiunea metafizo-epifizară. Afectează deopotrivă osul spongios și osul cortical. Limitele tumorii cu osul spongios sunt regulate și clar definite sau doar ușor estompate. 
- TCG este lipsită de o scleroză osoasă periferică densă. Mineralizarea tumorii primare este rară. Dar atunci când TCG se întinde în țesuturile moi vecine (metastază sau recurență locală), pe radiografie apar de obicei calificări periferice.
Din cauza reacției osteogenice reduse de la periferia tumorii, este lesne de înțeles de ce TCG este rareori compartimentată radiologic. 
- tumora invadează întreaga metafiză și epifiză pe măsură ce crește, osul este expandat progresiv, corticala este roasă neuniform și tumora protruzionează în părțile moi, lipsită de orice delimitare vizibilă radiologic.
- tumora dezvoltată spre cartilajul articular poate trece dincolo de el, în articulație, aspect important în alegerea tehnicii chirurgicale. 
Campanacci a propus o clasificare radiologică a gradului de agresiune a TCG în 3 categorii ce corespund stadiilor Enneking pentru tumorile benigne:
1) TCG gradul 1: sunt tumorile "calme" sau "latente", cu corticala intactă și margini bine definite. Corticala nu este lărgită. Osteoliza este bine delimitată și marcată de o ramă de ușoară hiperostoză peritumorală. Tumora nu este foarte mare și nu atinge cartilajul articular. Această varietate este cea mai rară. 
2) TCG gradul 2: sunt tumorile "active". Marginile tumorii sunt încă bine delimitate dar mai puțin nete, mai neclare. Ele nu mai sunt radioopace. Corticala este mult subțiată dar tumora rămâne mărginită clar de periost. Corticala poate fi expandată. Adesea tumora este foarte aproape de cartilajul articular sau chiar îl atinge (prodund). Este gradul de TCG cel mai frecvent întâlnit și cel mai caracteristic. 
3) TCG gradul 3: sunt tumorile "agresive". Tumora are margini nedefinite și corticala distrusă, cu dezvoltarea ei în afara osului, în părțile moi. Tumora este o masă globuloasă radiotransparentă. Nu are deloc o delimitare radioopacă. Când se fac radiografii succesive, este observată lărgirea rapidă a tumorii, ceea ce sugerează agresivitatea ei. Tumora distruge cea mai mare parte sau chiar toată epifiza și întotdeauna atinge cartilajul articular. Acest tip de tumoră este rar.
Uneori, TCG "agresivă" se poate întinde spre un os vecin. Spre exemplu, spre fibulă, în cazul unei tumori tibiale proximală sau distală sau spre ulnă de la o TCG radială distală. Propagarea se face de-a lungul capsulei articulare, a ligamentelor sau a membranei sinoviale. 
Nu există nici o corelație între gradul tumorii și incidența recurenței locale sau a metastazelor. 
TCG de gradul 1 (tumora "calmă" sau "latentă") și TCG de gradul 2 (tumora "activă") nu se transformă sarcomatos. Doar TCG de gradul 3 (tumora "agresivă") poate suferi transformare sarcomatoasă. Și asta, destul de rar.

## Diagnostic CT
Imaginea CT tipică TCG este absența matricei osoase în leziune, la nivelul spongioasei osului și subțierea corticalei, întreruperi sau chiar dispariția parțială a corticalei acolo unde tumora se extinde în afara osului, în țesuturile moi vecine. Tumora este bine delimitată de osul sănătos din jur.

## Diagnostic RMN
În TCG tipică, intensitatea semnalului este omogenă și leziunea este bine circumscrisă. Tumora are semnal de intensitate joasă pe imaginile T1 și semnal de intensitate intermediară pe imaginile T2.
În tumorile de gradul 3, "agresive", imaginile RMN evidențiază distrugerea osoasă locală extensivă, subțierea și întreruperea corticalei și expansiunea în țesuturile moi vecine. De fapt, rolul RMN este important pentru diagnostic în tumorile "agresive " ce se extind în afara osului, în țesuturile moi, pentru indicarea limitelor tumorii în afara osului.

## Diagnostic anatomopatologic
Macroscopic 
TCG este o tumoră compactă, uniform parenchimatoasă, roșie-maronie, moale și friabilă, cu suprafață netedă, fără urmă de calcificare sau os în interiorul său. Limitele sale cu osul spongios sau cu corticala osoasă sau cu periostul sunt relativ clare, dar demarcarea este mai degrabă fibroasă decât hiperostotică.
De obicei, țesutul tumoral nu este chiar uniform. Conține în interior arii de fibroză secundară fenomenelor regresive ale celulelor tumorale, ramuri venoase, arii de acumulări lipidice cu aspect galben-portocaliu, arii hemoragice și, cu timpul, arii de necroză. În final, tumora apare ca o cavitate chistică cu conținut hemoragic și necrotic.
În TCG active radiologic, chiar dacă corticala este distrusă complet, tumora este bine delimitată de periost. 
În TCG agresive, tumora care se dezvoltă în afara corticalei poate să nu fie delimitată de periost, astfel încât ea se poate dezvolta în țesuturile moi vecine prin mai mulți lobi, delimitați de o pseudocapsulă  subțire, dificil de văzut.
Cu timpul, țesutul tumoral din zona epifizară penetrează capsula articulară, ligamentele, membrana sinovială, mai rar poate depăși cartilajul articular. Uneori, poate chiar să invadeze și osul vecin (exemplu: TCG a tibiei proximale poate invada capul peronier).
TCG cu dezvoltare rapidă, când este expusă chirurgical, este înconjurată de periost și țesut moale vecin intens hiperemice, cu vase lărgite. Dacă este secționată, tumora provoacă o hemoragie considerabilă.
Microscopic
Aspectul histologic caracteristic TCG este dat de prezența unor celule gigante mutinucleate, dispuse într-o rețea de celule stromale, de mărime medie, cu un singur nucleu.
Celulele gigante multinucleate au citoplasmă bogată și numeroși nuclei (50-100) localizați central. Ele sunt distribuite peste tot în tumoră. Concentrația de celule gigante multinucleate din rețeaua de celule stromale variază considerabil de la tumoră la tumoră.
Concentrația celulelor gigante multinucleate nu se corelează cu incidența recurenței locale sau a metastazelor. Uneori, la 5% dintre TCG, celulele gigante pot invada vasele mici intratumorale, dar nici această invazie nu se corelează cu prognosticul. 
Celulele stromale mononucleate sunt globuloase, rotund-ovalare, mai rar alungite. Nucleul este rotund sau ovalar, bine colorat. Au activitate mitotică evidentă dar atipiile celulare sunt rare. Gradul activității mitotice nu are semnificație prognostică.
Vasele de sânge sunt numeroase, adesea larg sinusoide.
Întregul țesut tumoral are arii întinse de necroză, uneori până la necroză totală. Destul de frecvent este întâlnit și țesut fibros de reparare. Aspectul hemoragic este întâlnit frecvent, cu alură de chist osos anevrismal.
Transformarea sarcomatoasă a TCG se manifestă prin apariția unor arii de celule fuziforme, cu mitoze  multiple, în țesutul tumoral caracteristic. 
Diagnosticul histologic diferențial al TCG se face cu tumorile maronii din hiperparatiroidism, cu chistul osos anevrismal și, rareori, cu condroblastomul, osteoblastomul și osteosarcomul.

## Diagnostic diferențial
Diagnosticul diferențial radiologic al TCG se face cu:
- condroblastomul: aria osteolitică are limite mai bine definite comparativ cu TCG, marcate de o margine fină hiperostotică. Cu timpul, tumora conține și imagini intratumorale de calcificare/osificare.
- abcesul cronic al osului: este situat mai central în zona metafizoepifizară, are forma mai neregulată și limita sa este marcată de un halou de radioopacitate crescută. Abcesul poate conține imagini radioopace date de mici sechestre. Abcesul cronic al osului nu subțiază niciodată corticala care apare mai degrabă îngroșată. 
- tumora maronie din hiperparatiroidism: de obicei, această tumoră este localizată metafizodiafizar. Atunci când implică o epifiză și când este solitară, se aseamănă mult radiologic cu TCG. Și totuși, osul înconjurător tumorii este afectat de osteoporoză lacunară, dată de hiperparatiroidism.
- condrosarcomul central: radiologic, tumora poate să aibă corticala întreruptă sau subțiată. Există radioopacități intratumorale și o reacție osteogenică puternică a periostului. Radiologic, condrosarcomul central poate mima o TCG. Microscopic, pot apărea în țesutul tumoral "celule clare" variate.
- fibrosarcomul: limitele radiologice ale tumorii sunt mai șterse. Fibrosarcomul este mai agresiv, mai invaziv. Diagnosticul diferențial radiologic  între fibrosarcom și TCG este dificil, iar diferențierea unei TCG transformată sarcomatos de fibrosarcom este practic imposibilă și se face exclusiv anatomopatologic. 
- osteosarcomul osteolitic: foarte rar, pe radiografii făcute în stadiul de început al unui osteosarcom, acesta poate să nu aibă încă proprietăți osteogenetice, imaginea radiologică sugerând o TCG (osteosarcomul hemoragic).
- metastazele epiteliale: imaginea radiologică de tumoră osteolitică impune diagnosticul diferențial cu TCG. Metastaza epitelială are însă marginile mai șterse și poate  întrerupe corticala chiar de la începutul evoluției, de la dimensiuni foarte mici. Diferențierea se poate face pe baza istoriei bolii și a duratei simptomelor.
- plasmocitomul solitar: este caracterizat prin expansiune și se manifestă radiologic prin aspectul de arie osteolitică de tip "clăbuci de săpun". Sunt cazuri când este foarte distructiv și apare rx ca o zonă de osteoliză cu margini mai puțin nete. Sunt și cazuri rare în care aspectul radiologic este aproape identic cu cel al TCG.
- metastazele osoase date de carcinoame: produc la nivelul oaselor imagini radiologice osteolitice ce pot fi localizate oriunde în os și în orice os. Manifestările clinice (durerea) sunt mult mai zgomotoase la dimensiuni mici ale metastazei osoase. Cele mai frecvente metastaze provin din tiroidă, pancreas, plămâni, sâni, uter.

## Evoluție
Este variabilă și imprevizibilă. 
Există o corespondență între aspectul radiologic al TCG - liniștită, activă și agresivă - aspectul histologic și evoluție: TCG agresivă are o evoluție mai rapidă iar TCG transformată sarcomatos, mult mai rapidă.
TCG este o tumoră cu evoluție nesigură: poate să crească lent un timp, să staționeze o altă perioadă de timp, apoi să crească rapid, în câteva săptămâni. 
Recurența tumorii se manifestă aproape întotdeauna în primii 3 ani postoperator, de obicei după excizie incompletă. Recurența TCG după 3 ani postoperator este excepțională. 
Recurența se poate manifesta și extrascheletal, în țesuturile moi, cum este plaga chirurgicală prin care a fost tratată TCG și, excepțional, chiar în locul de unde a fost rezecată anterior grefa osoasă (creasta iliacă).
TCG poate produce la 5% din cazuri metastaze pulmonare. Acestea sunt dezvoltări secundare cu țesut asemănător histologic cu tumora primară. De cele mai multe ori, metastazele au o evoluție blândă chiar dacă nu au fost excizate sau au fost excizate doar parțial, permițând o supraviețuire de durată lungă sau chiar vindecarea. Metastazele pulmonare se tratează prin rezecție chirurgicală. 
Metastazele TCG în ganglionii limfatici sunt excepționale.
Transformarea sarcomatoasă a TCG este rară. Mai puțin de 5% din toate TCG se transformă sarcomatos. Cele mai multe cazuri apar după iradierea TCG. Sarcomul de iradiere se manifestă de obicei după 3 ani de la iradiere, la locul unde a evoluat TCG. Riscul de transformare sarcomatoasă este dat de doze mai mari de 3000-4000 r.
Transformarea sarcomatoasă poate să apară foarte rar și prin transformarea spontană a unei TCG lăsată netratată și cu evoluție de lungă durată.

## Tratament
TCG se tratează chirurgical.
Terapia medicală este indicată TCG nerezecabile sau cazurilor la care este contraindicat tratamentul chirurgical din cauza comorbidităților severe.
Radioterapia și embolizarea sunt rezervate tot cazurilor la care nu se poate face tratamentul chirurgical.
Tratamentul medical
În  2013, în USA, a fost  introdus tratamentul cu DENOSUMAB pentru tratamentul TCG osoase , nerezecabile, la adulți și la adolescenții cu schelet matur. Indicația de folosire a denosumab s-a bazat pe rezultatele obținute la tratarea TCG recidivate și a celor nerezecabile și pentru cazurile de TCG cu comorbidități severe care au contraindicat tratamentul chirurgical. 
Denosumab este un anticorp monoclonal IgG2 uman, produs pe o linie celulară de mamifere (celule ovariene de hamster) prin tehnologia ADN-ului recombinat. El împiedică activarea receptorilor RANK (receptori activatori ai factorului nuclear Kappa B) de pe suprafața preosteoclaștilor, împiedicând transformarea acestora în osteoclaști și inhibă receptorii RANK de pe suprafața osteoclaștilor, inhibând maturarea osteoclaștilor. Denosumab inhibă deci formarea, funcția și supraviețuirea osteoclaștilor, reducând astfel resorbția osoasă atât la nivelul osului cortical, cât și a celui trabecular.
Denosumab a fost folosit din 2009 în tratamentul osteoporozei cu risc crescut de fracturi. 
În TCG, denosumab se leagă de receptorii RANK de pe suprafața celulelor gigante, asemănătoare osteoclaștilor, reducând semnificativ sau eliminând chiar celulele gigante. Drept urmare, osteoliza este redusă și stroma tumorală proliferativă este înlocuită cu țesut osos nou, dens, diferențiat, nonproliferativ. Eficacitatea tratamentului cu denosumab în cazul TCG este de 88%.
Indicațiile tratamentului cu denosumab în cazul TCG sunt: 
- TCG de stadiul 3: tumori mari, agresive, ce penetrează corticala și invadează țesuturile moi, vecine
- TCG juxtaarticulare care pun probleme tehnice mari de rezecție chirurgicală sau de reconstrucție (exemplu: TCG radială distală agresivă necesită tehnici reconstructive complexe, asociate cu numeroase complicații) 
- TCG cu metastaze pulmonare 
- după rezecția completă a tumorii, timp de 6 luni postoperator
Modul de administrare a denosumabului în TCG: 
Se administrează 120 mg denosumab injectabil subcutanat ca primă doză, urmată de încă 120 mg denosumab injectabil subcutanat după o săptămână și de o altă doza de 120 mg denosumab injectabil subcutanat după încă o săptămână, adică în ziua a 15-a de la începerea tratamentului. Apoi se repetă administrările de denosumab la 4 săptămâni. 
Durata tratamentului cu denosumab variază între 9 și 12 luni. Pacienții trebuie evaluați la intervale regulate pentru observarea beneficiului de pe urma tratamentului cu denosumab.
Produsul comercial folosit pentru tratamentul TCG este XGEVA. Sunt flacoane cu 120 mg denosumab în 1.7 ml soluție (70 mg/ml). XGEVA este produs de compania irlandeză de preparate biotehnologice AMGEN. Se administrează un flacon XGEVA injectabil subcutanat, în doza menționată. 
În timpul tratamentului cu denosumab este obligatorie suplimentarea zilnică a calciului (500 mg) și a vitaminei D (400 ui).
Denosumab este contraindicat celor cu nivelul sanguin al calciului scăzut.
Dintre cei tratați cu denosumab, aproximativ 50% nu au mai făcut nici o intervenție chirurgicală. Restul, au suferit o intervenție mai puțin invazivă decât cea planificată inițial. 
Tratamentul chirurgical
Spre deosebire de trecut, când TCG era tratată prin amputație sau prin rezecție largă și reconstrucție, orientarea actuală de tratament este mai conservatoare. Chiar dacă este agresivă local, tratamentul TCG a devenit în cele mai multe cazuri intralezional.
Opțiunile de tratament indicate TCG sunt următoarele:
1) Chiuretajul intralezional este o tehnică economică care constă în chiuretarea tumorii urmată de grefarea osoasă sau de umplerea cu ciment a cavității rămase, cu rezultate funcționale postoperatorii bune. 
Chiuretarea tumorii se face cu chiureta, apoi cu freza cu viteză de rotație mare pentru efectul destructiv al componentei termice asupra celulelor tumorale rămase. 
Chiuretajul simplu cu sau fără grefare osoasă este urmat de o rată a recurenței TCG de 27-55%.
Pentru ca curetajul intralezional să fie cât mai eficient, este necesară realizarea unei ferestre corticale mari pentru expunerea întregii tumori și a cavității intraosoase. Acest gest reduce rata recurenței TCG cu 10-15%.
Chiuretajul tumoral trebuie completat cu eradicarea chimică a celulelor tumorale rămase cu fenol 5%, aplicat intralezional sub forma unor tampoane bine îmbibate cu fenol, timp de 1-2 minute. Fenolul este foarte toxic. Omoară celulele tumorale rămase. Este însă foarte toxic și pentru celulele țesuturilor moi vecine, în special pentru structurile nervoase. De aceea, se impune o izolare bună a lor de acțiunea fenolului. După scoaterea tampoanelor îmbibate cu fenol, cavitatea intraosoasă și țesuturile moi vecine vor fi spălate bine cu ser fiziologic. Baia cu fenol poate fi repetată de 2-3 ori. 
Chiuretajul este urmat de umplerea cavității intraosoase restante cu grefe osoase morcelizate (allogrefe, autogrefă sau amestec din amândouă). În localizările metafizo-epifizare mari, situate foarte aproape de cartilajul articular, când este folosit amestec de grefe, este indicată grefarea cu autogrefă spre cartilajul articular pentru că autogrefa se integrează mai ușor.
Rata mare a recurenței TCG, a determinat unii chirurgi să renunțe la grefarea osoasă în favoarea umplerii cavității intraosoase restante cu ciment care să distrugă prin necroză termică celulele tumorale rămase. Tehnica cimentării cavității prezintă și alte avantaje:
- stabilizează structural osul imediat 
- prin bariul conținut în ciment permite urmărirea în timp a evoluției/recurenței locale a TCG. În mod normal, cimentul umple complet cavitatea intraosoasă restantă. Apariția sau mărirea lizereului de la joncțiunea os-ciment evidențiază timpuriu recurența locală.
- este ușor de folosit 
- este ieftină 
2) Rezecția primară: asigură rata de recurență cea mai mică deși chiuretajul intralezional rămâne opțiunea de ales pentru cele mai multe TCG. Rezecția poate fi făcută și în cazul TCG expandate în afara osului, prin excizia în bloc a segmentului de os bolnav împreuna cu țesuturile moi vecine invadate, bineînțeles, în țesuturi sănătoase. Rezecția necesită de cele mai multe ori în cazul oaselor lungi reconstrucția cu allogrefă și fixare internă.
În cazul fibulei proximale, poate fi făcută uzual rezecția largă fără reconstrucție. 
TCG a radiusului distal este tratată prin rezecția tumorii și reconstrucție cu autogrefă sau allogrefă fibulară, cu artrodeza pumnului. Fixarea auto/allogrefei fibulare se face cu placă lungă cu șuruburi la radiusul rămas și la metatersianul 2, cu compresie dinamică.
3) Amputația: va fi folosită în cazuri excepționale, când TCG invadează larg țesuturile moi și trunchiurile neurovasculare.
TCG localizată vertebral și la nivelul primelor două segmente sacrate poate fi tratată prin chiuretaj și osteosinteză internă. În aceste localizări, chiuretajul nu are acuratețea pe care o are la nivelul membrelor.